# Drytooling
Drytooling je horolezecká disciplína, při které se k lezení po skále používají cepíny a mačky. Jde v podstatě o integrální součást ledolezení a jeho pokračování v místech bez ledu. Někdy se také používá termín mixové lezení. Drytooling se později vyvinul též v samostatnou disciplínu, která led nemusí vůbec potřebovat. Drytooling/ledolezení se rozdělil na závodní a přírodní na skalách.

## Závodní ledolezení/drytooling
Viz také Závody v ledolezení. Provozuje se na uměle postavených trasách, zpočátku šlo o různé zpravidla dřevěné konstrukce, na kterých se vytvářel led poléváním vodou a nahazováním převislých částí sněhovými děly. Tak, jak se zvyšovaly požadavky na obtížnost tras, začaly přibývat ryze drytoolové sekce, které se skládají z plastových nebo kamenných chytů na dřevěných deskách, kombinovaných ledovými nebo dřevěnými visícími špalky či trámy a uměle vytvořenými ledovými deskami, které se nechají zmrznout na zemi ve formách a potom jsou vytaženy na své místo v závodní trase. Ledové prvky mají zpravidla předvrtané díry, do kterých se vkládá hrot cepínu. Tím se dosáhne, že může lézt více závodníků aniž by ledový prvek rozmlátili opakovaným zasekáváním. Při závodech v Rusku, kde mrzne dostatečně, se používají ledové špalky bez předvrtání. Pak dostává každý závodník do cesty nový neosekaný špalek. Při méně důležitých závodech, jejichž trasy jsou postaveny na běžných lezeckých stěnách, se někdy leze jen s cepíny a na nohou jsou běžné lezečky, aby se nepoškozovala lezecká stěna. Mezinárodní horolezecká federace (UIAA) pořádá pod názvem UIAA Ice Climbing World Cup (ICWC) seriál závodů světového poháru v ledolezení/drytoolingu od roku 2006, . Předtím probíhal seriál ledolezeckých a drytoolingových závodů od roku 1999, od roku 2000 se nazýval Světový pohár. Tyto závody, které pořádal soukromý subjekt probíhaly do roku 2003.
Po dvou letech pauzy se pořádání Světového poháru ujala Mezinárodní horolezecká federace UIAA a je jeho pořadatelem dodnes. Dosud jediný závod Světového poháru v České republice se odehrál v roce 2006 na Tanvaldském Špičáku. Zde za poněkud nižší účasti světové špičky dosáhla historického 5. místa Jitka Mázlová, v celkovém pořadí se nejlépe umístil v roce 2006 Jiří Pelikán. Dosud nejlepšího výsledku dosáhla v roce 2011 v celkovém hodnocení Lucie Hrozová, která vybojovala historickou stříbrnou medaili.
UIAA se snaží o zařazení ledolezení/drytoolingu na pořad zimních olympijských her. Jako ukázkový sport se ledolezení objevilo na ZOH 2014 v Soči a na ZOHM 2016 v Lillehameru. Ledolezení bude pravděpodobně součástí zimních olympijských sportů na ZOH 2022 v Pekingu.

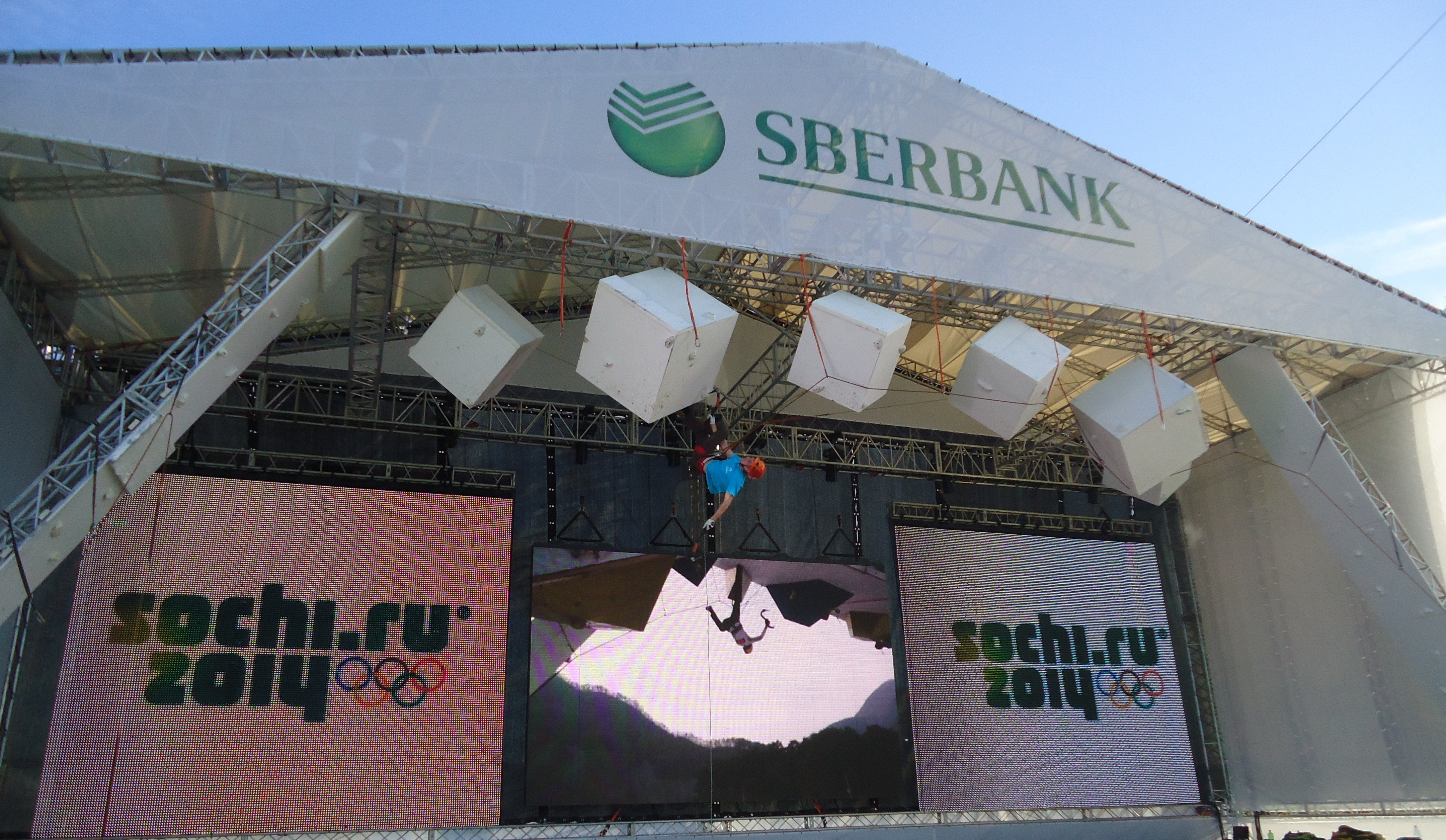
Ledolezení jako ukázkový sport na ZOH 2014 v Soči

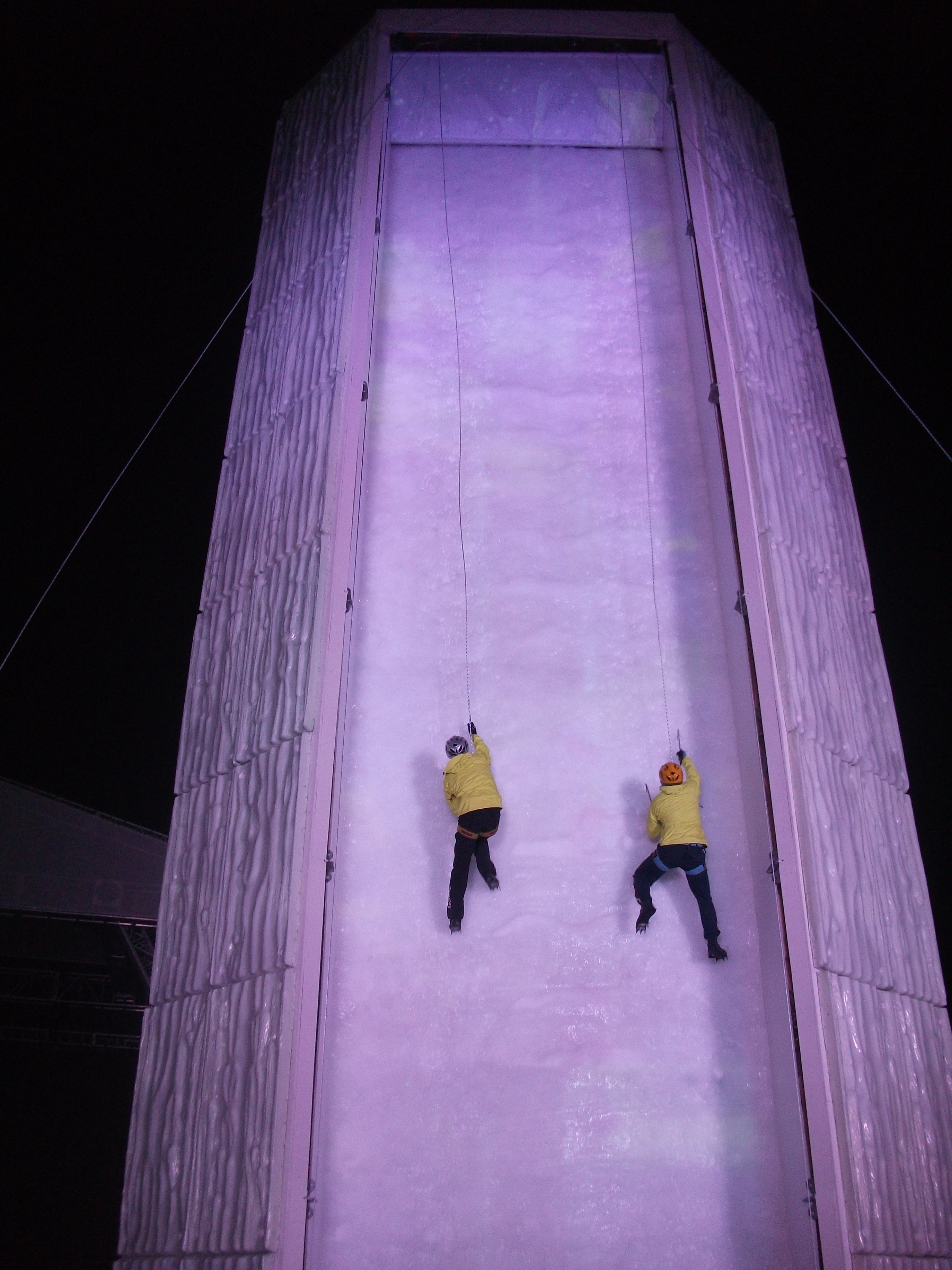
Ledolezení jako ukázkový sport na ZOH 2014 v Soči

### Vítězové Světového poháru v ledolezení
- 2000: obtížnost: Will Gadd (CAN), Kim Czizmazia (CAN)
- 2001: obtížnost: Daniel Dulac (FRA), Ines Pappert (GER)
- 2002: obtížnost: Jevgenij Krivošejcev (UKR), Ines Pappert (GER)
- 2003: obtížnost: Harald Berger (AUT), Ines Pappert (GER),
- 2004: SP se nepořádal
- 2005: SP se nepořádal
- 2006: obtížnost: Harald Berger (AUT), Ines Pappert (GER), oficiální název UIAA Ice Climbing World Cup (ICWC)
- 2007: obtížnost: Jevgenij Krivošejcev (UKR), Jenny Lavarda (ITA)
- 2008: obtížnost: Simon Anthamatten (SUI), Jenny Lavarda (ITA)
- 2009: obtížnost: Markus Bendler (AUT), Maria Tolokonina (RUS)
- 2010: obtížnost: Markus Bendler (AUT), Anna Galljamova (RUS)
- 2011: obtížnost: Park Hee Yong (KOR), Anna Galljamova (RUS)
- 2012: obtížnost: Maxim Tomilov (RUS), Angelika Rainer (ITA)
- 2013: obtížnost: Hee Yong Park (KOR), Maria Tolokonina (RUS)

### Umístění českých závodníků
První body do Světového poháru žen získala Jitka Mázlová, tehdy ještě pod jménem Jitka Kuhn-Gáberová v roce 2003, nejlepšího výsledku dosáhla v roce 2006, kdy byla na celkovém 16. místě. Její výsledky překonala až roku 2008 Lucie Hrozová, která získala při svém prvním startu ve Světovém poháru 11. místo a postupně se zlepšila až na 2. místo v roce 2011 (které je v historii nejlepším výsledkem všech závodníků a závodnic vůbec), v roce 2013 získala poprvé vítězství v jednotlivém závodě seriálu, stala se tak první českou horolezkyní vůbec, která vyhrála nějaký závod takovéto kategorie.
Z mužů se nejlepšího celkového umístění dočkal v roce 2006 14. Jiří Pelikán a tento výsledek nebyl dosud nikým z našich ledolezců překonán.

## Drytooling v přírodě

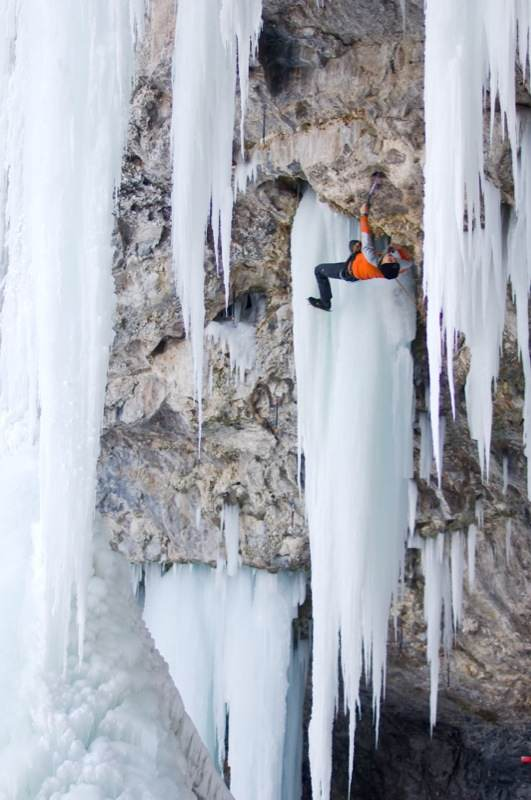
Lezec v drytoolové sekci mixové cesty Pirate's cove

Drytooling na přírodních skalách se provozuje v oblastech, které nejsou předmětem ochrany přírody a kde se normálně lézt nedá, jako jsou mokré a lámavé jeskyně, které teprve v zimě drží pohromadě mrazem, protože při lezení po skále pomocí cepínů dochází ke znatelnému poškrábání skály. Nejznámějšími oblastmi pro přírodní drytooling jsou v České republice Krkavka, v Rakousku Diebsöffen, Dryland, ve Švýcarsku Kandersteg, Eptingen a další. K hodnocení obtížnosti drytoolingu na skalách se používá stupnice M. Současný trend v této disciplíně je přechod od jednodélkových sportovních drytoolových cest k cestám vícedélkovým, kde je snaha kromě drytoolingu opět zapojit i ledové pasáže, přičemž extrémní cesty probíhají i po křehkých visících záclonách a po tenkých glazurách nateklých na skále v kombinaci převislými drytoolovými pasážemi. Snahou průkopníků je co nejvíce omezit použití vrtaných skob a k jištění využívat přírodních možností, ať již vklíněnců ve skále, nebo ledovcových šroubů v ledu. Příkladem počátku takovéhoto trendu je cesta Flying Circus ve švýcarské oblasti Kandersteg a špičkovou ukázkou cesta Illuminati od Alberta Leichtfrieda
Nejznámější čeští představitelé přírodního drytoolingu u nás jsou Lucie Hrozová a Mirek Matějec, z jejich předchůdců Jitka a Luboš Mázlovi, Dušan Janák, Václav Šatava, Jan Doudlebský. Lucie Hrozová je absolutně nejúspěšnější, dopracovala se až k přelezu momentálně nejtěžší drytoolové cesty Ironman obtížnosti M14  ve švýcarské oblasti Eptingen. Obtížnost M 14 překonala jako první žena vůbec, poté co zde přelezla i dvě další nejtěžší cesty Spiderman M13 a Superman M13+, všechny jako první ženský přelez. Má na kontě i cestu Law and Order, dříve považovanou za nejtěžší., kterou, stejně jako cestu Illuminati, přelezla po Němce Ines Pappert jako druhá žena na světě.
V mezinárodním měřítku jsou na špičce Rakušané - tragicky zemřelý Harald Berger, Albert Leichtfried, Markus Bendler, Švýcaři - Simon Anthamatten, Samuel Anthamatten, Urs Odermatt, Korejci Hee Yong Park, Rusové - bratři Tomilovové, z žen Češka Lucie Hrozová, Němka Ines Pappert, Italka Angelika Rainer, Korejka Woon Seon Shin a další.